# Calliopsis timberlakei
Calliopsis timberlakei är en biart som först beskrevs av Rozen 1958.  Calliopsis timberlakei ingår i släktet Calliopsis och familjen grävbin. Inga underarter finns listade.